# Плавильний завод у Зіхані

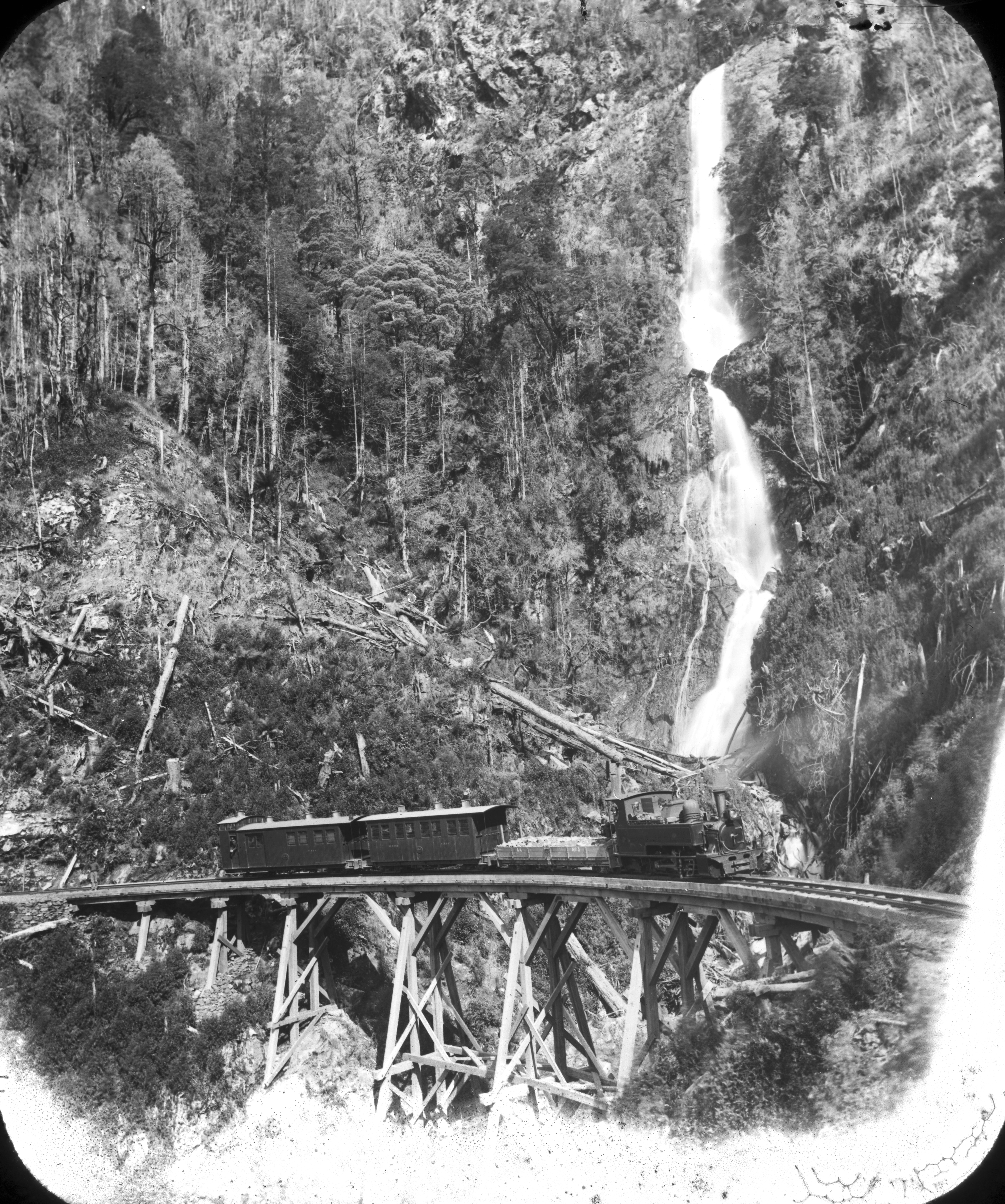
1899 рік, змішаний вантажо-пасажирський потяг на залізниці Геркулес — Зхіан (North East Dundas Tramway)

Плавильний завод у Зіхані — колишній виробничий майданчик у австралійському містечку Зіхан на Тасманії.
У 1898 (за іншими даними — 1899) році Tasmanian Smelting Company, що отримала фінансування від германських Deutsche Bank та Metallgesellschaft, ввела в дію плавильний завод, призначений для роботи з продукцією численних дрібних копалень рудних полів Зіхан та Дундас. Згодом на майданчик почали доправляти руду і з більш віддалених районів, зокрема з копалень Геркулес (надходила по 29-кілометровій залізниці, відомій як North East Dundas Tramway) та Роузбері (транспортувалась по південному відтинку залізниці Ему-Бей – Зіхан). З 1902-го також почали отримувати додаткову сировину з рудника Магнет.
Плавильне виробництво орієнтували на випуск свинцю та срібла (також є відомості про якесь виробництво міді). Водночас, хоча руда району містила певні обсяги цинку, так і не вдалось розробити ефективної технології його вилучення, внаслідок чого цей елемент потрапляв до шлакових відвалів.
У 1909-му плавильний завод зупинили через суперечку щодо поставок руди з Геркулес та Роузбері. У 1911-му вдалось відновити роботу, проте вже у 1913-му завод остаточно припинив плавку руди.
У 1920-му майданчик викупила Electrolytic Zinc Company of Australasia, яка вже мала на Тасманії цинкоплавильний завод у Гобарті. В Зіхані звели пілотну флотаційну установку, що надала можливість продукувати з руди Геркулесу цинковий концентрат. Втім, відновлювати виплавку металів в Зіхані не стали, натомість встановили жаровні для випалу (кальцинування) концентрату. Продукт кальцинування вивозили залізницею до порту Страхан та з 1924-го відправляли на завод у Гобарті. Також є відомості, що якийсь продукт із Зіхану відправляли до металургійного комплексу в Порт-Пірі. 
Починаючи з 1936-го кальцинуванню піддавали цинковий концентрат повноцінної збагачувальної фабрики Роузбері, через яку тепер проходила й руда з Геркулесу. В 1948-му діяльність з випалу припинили, що було пов'язане з концентрацією металургійних операцій на майданчику в Гобарті.
У 2012-му уклали угоду з компанією Tartana Minerals Limited, яка вивозила шлаки колишнього заводу. Є відомості, що всього через розташований на північному узбережжі Тасманії порт Берні відправили не менш як 400 тисяч тонн цих шлаків.